# Casa dei Melatino

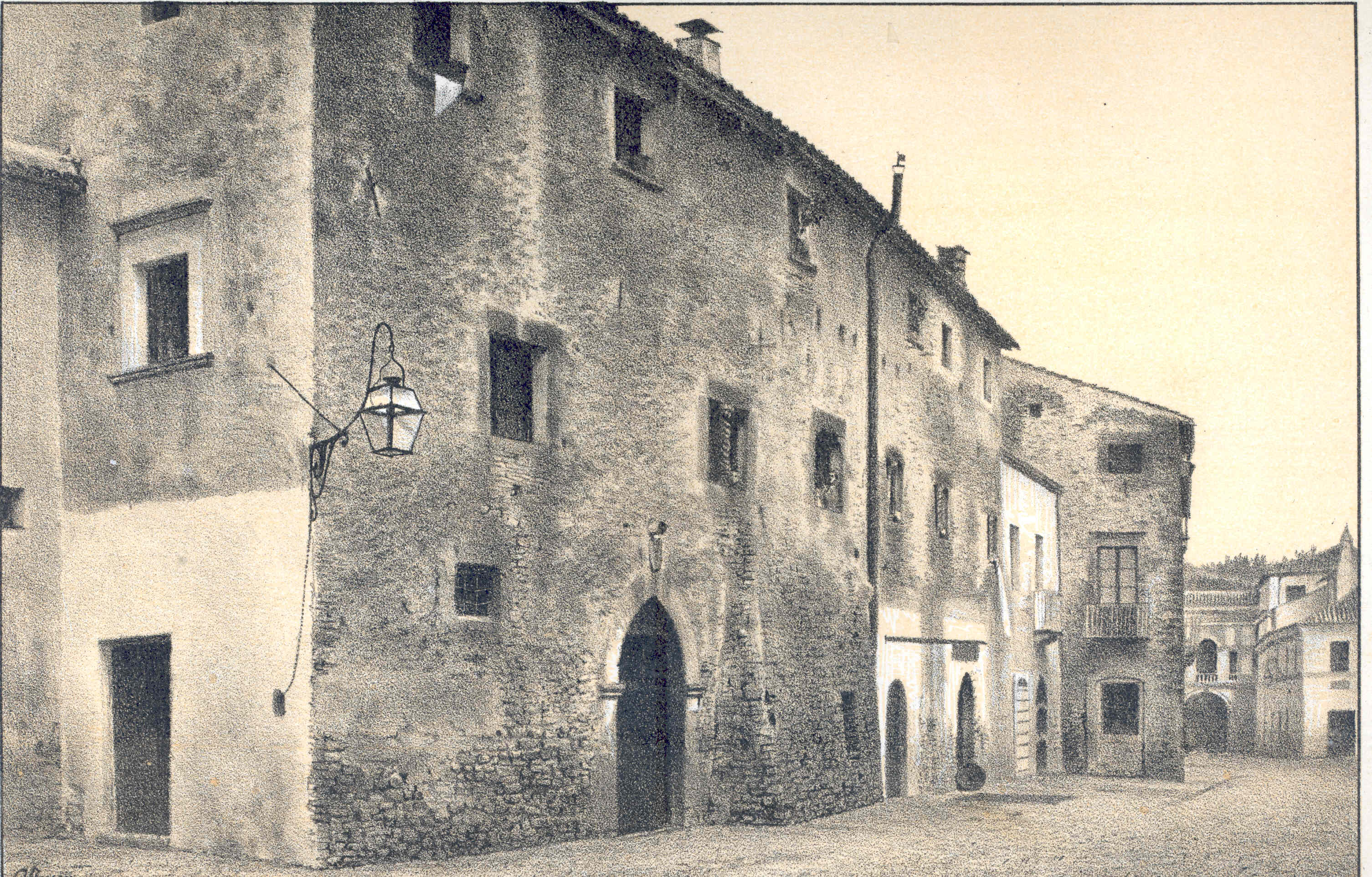
Teramo, casa della famiglia di Melatino edificata prima del 1236 e riedificata nel 1372, qui raffigurata dal pittore Puccioni nel 1881.

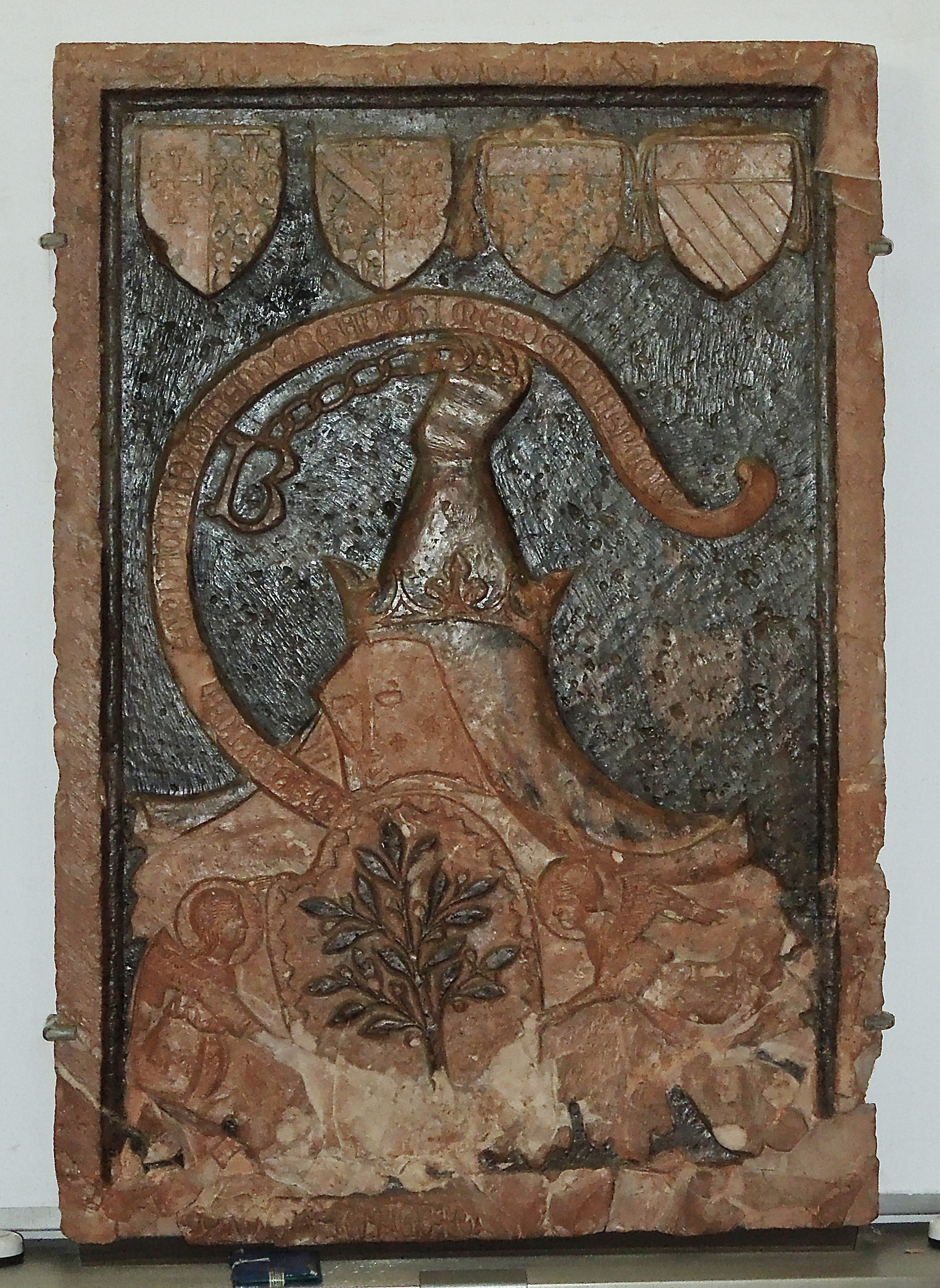
Stemma litico della Famiglia Melatino, datato 1372, conservato presso Casa D'Egidio

La Casa del Melatino è uno dei pochi palazzi del medioevo teramano giunti fino a noi. Ha dato il nome al luogo dove sorge: Largo Melatini. Dal 1902 è stata inclusa nell'elenco dei Monumenti nazionali italiani.

## Storia
Fu costruita dai Melatino, una delle nobili famiglie feudali alle quali i vescovi concedevano terre, case e privilegi purché si stabilissero con i propri vassalli a Teramo, per favorire la ricostruzione ed il ripopolamento della città dopo che, a metà del XII secolo, Roberto III di Loritello l'aveva saccheggiata e bruciata.
Non è nota la data esatta di costruzione della casa, probabilmente i Melatino si insediarono a Teramo nel 1232; in ogni caso la casa fu comprata o edificata da Matteo I di Melatino prima del 1236, anno di un atto rogato nel suo palazzo di Teramo.
Uno stemma che si trovava sulla facciata recava un'iscrizione, ora illeggibile, dalla quale risultava che la casa è stata probabilmente ricostruita nel 1372 da Roberto IV di Melatino.

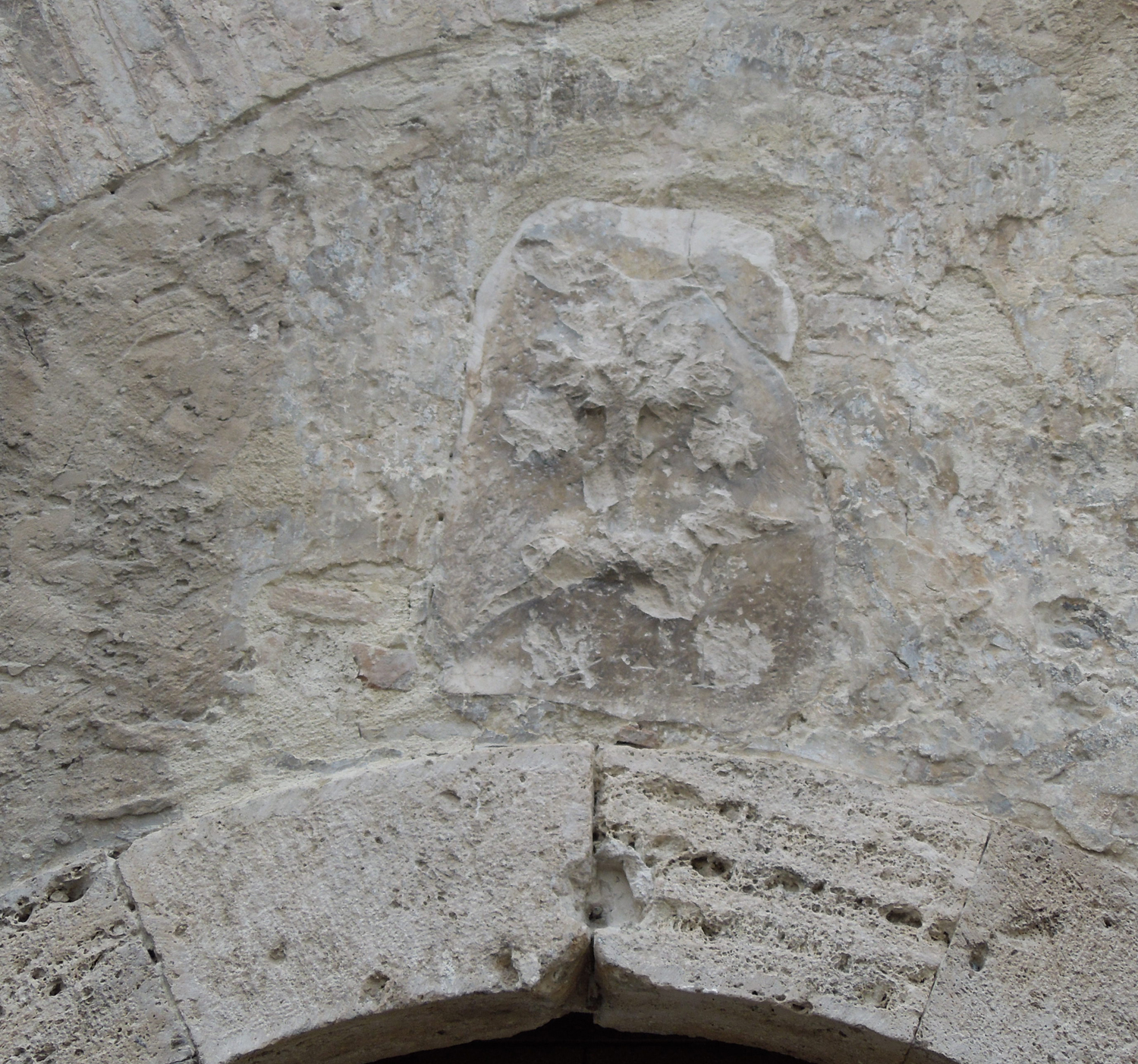
Elemento litico del portale d'ingresso di destra della facciata
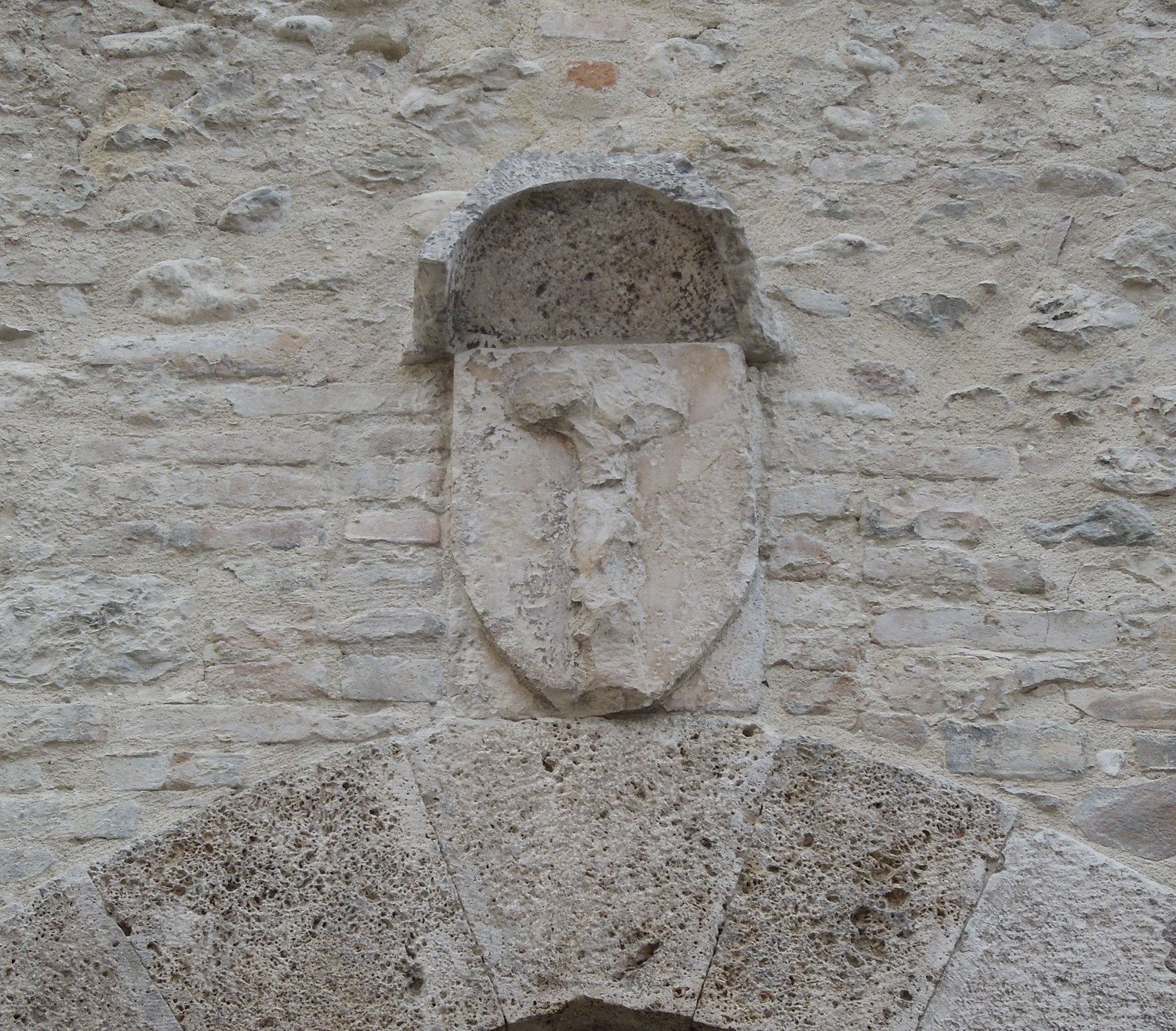
Elemento litico del portale d'ingresso di sinistra della facciata

## Descrizione
Si tratta di un edificio a tre piani a pianta quadrata, al pianterreno ci sono volte a crociera ed i resti di un antico portico con colonne in muratura, semisepolte, che sostengono arcate ad ogiva.
Le finestre sono tipicamente ghibelline (il partito degli antichi proprietari) con architrave e soglie sporgenti ed a guscio, quattro delle finestre che si aprono nella fascia mediana della facciata sono rese bifore da eleganti colonnine divisorie poggianti su basi scolpite, tre delle colonnine sono tortili e, di queste, due presentano un serpente con testa di donna che le avvolge.
Oggi sono visibili solo la parte anteriore e quella posteriore, con il giardino, mentre sui lati sono addossate costruzioni meno antiche. Originariamente, invece, il palazzo era isolato, infatti le cronache cittadine riferiscono che fu accerchiato su tre lati durante una sommossa popolare del 1408. 
L'albero di melo emblema della famiglia è raffigurato sul blasone in pietra sopra la porta. I numerosi rifacimenti hanno lasciato traccia nella varietà dei materiali di costruzione utilizzati.

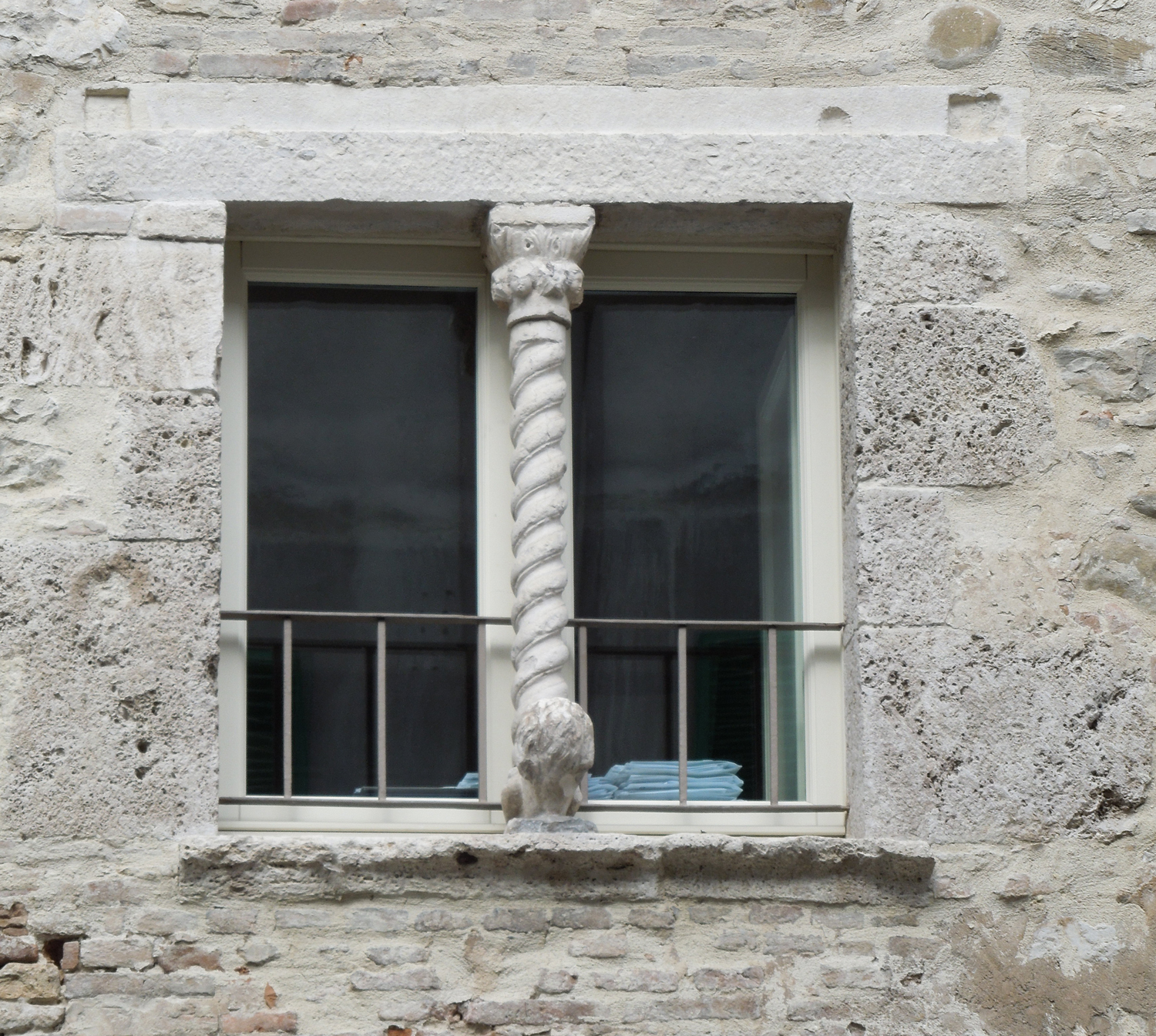
Finestra della facciata principale
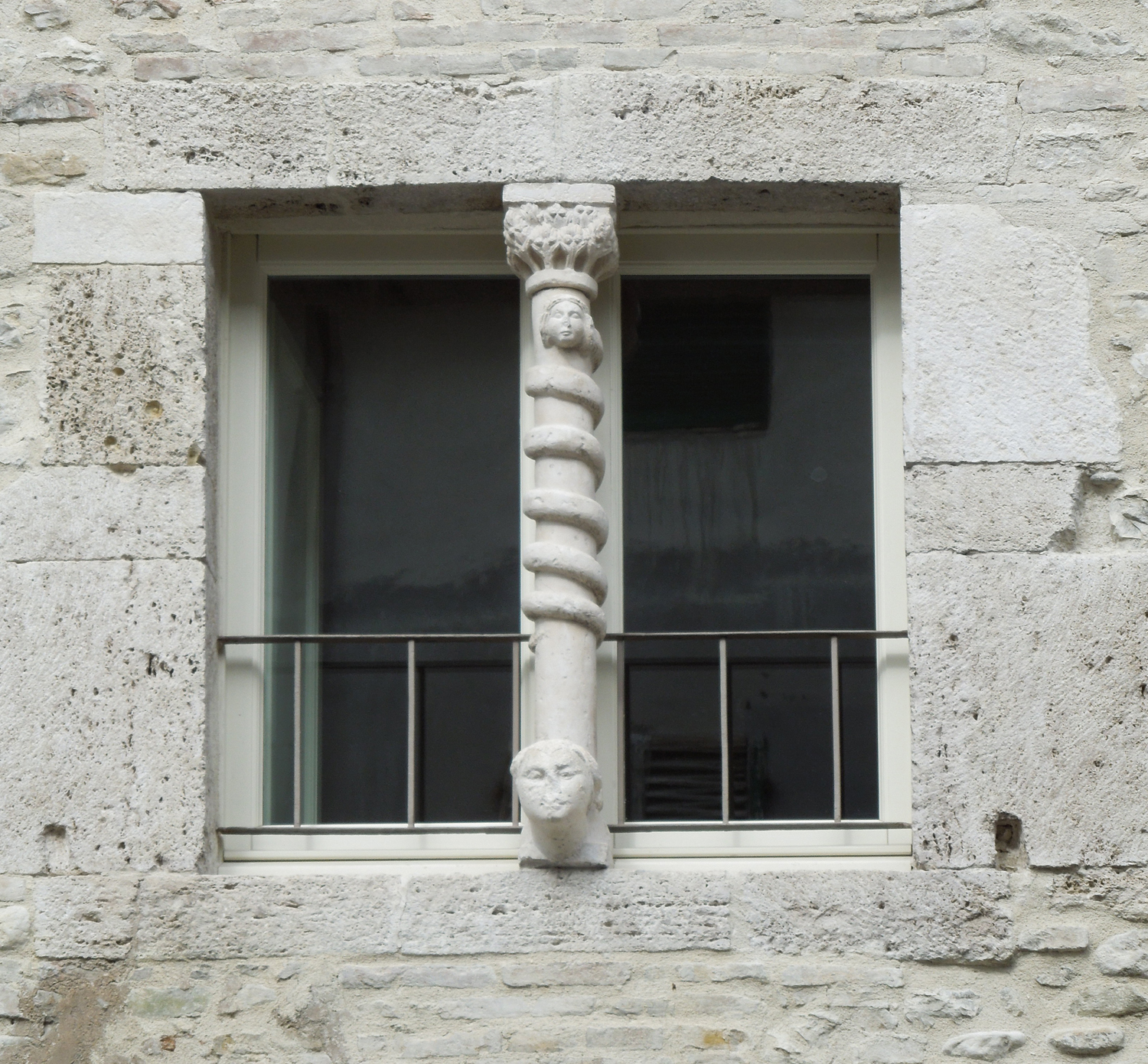
Finestra della facciata principale
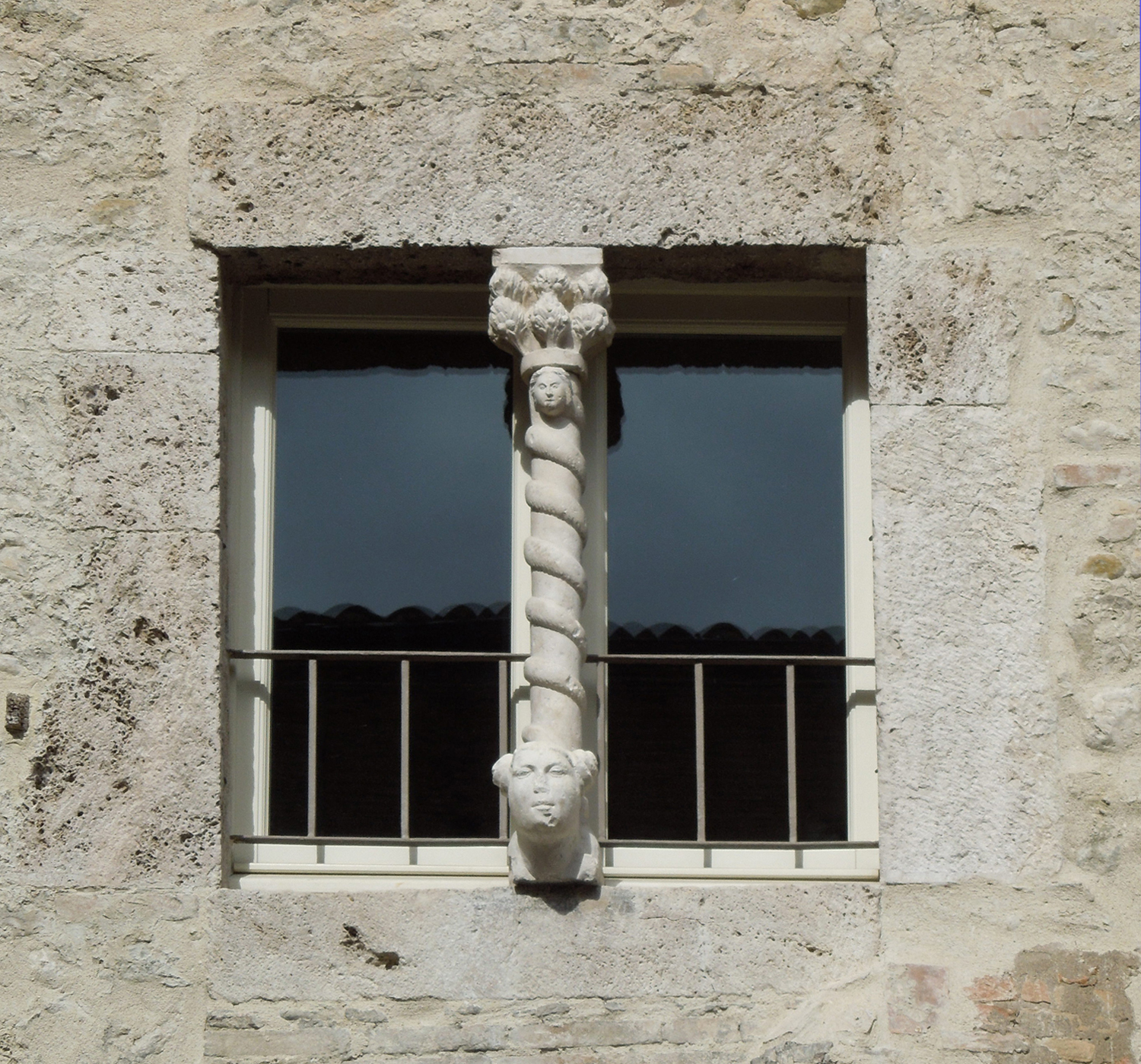
Finestra della facciata principale
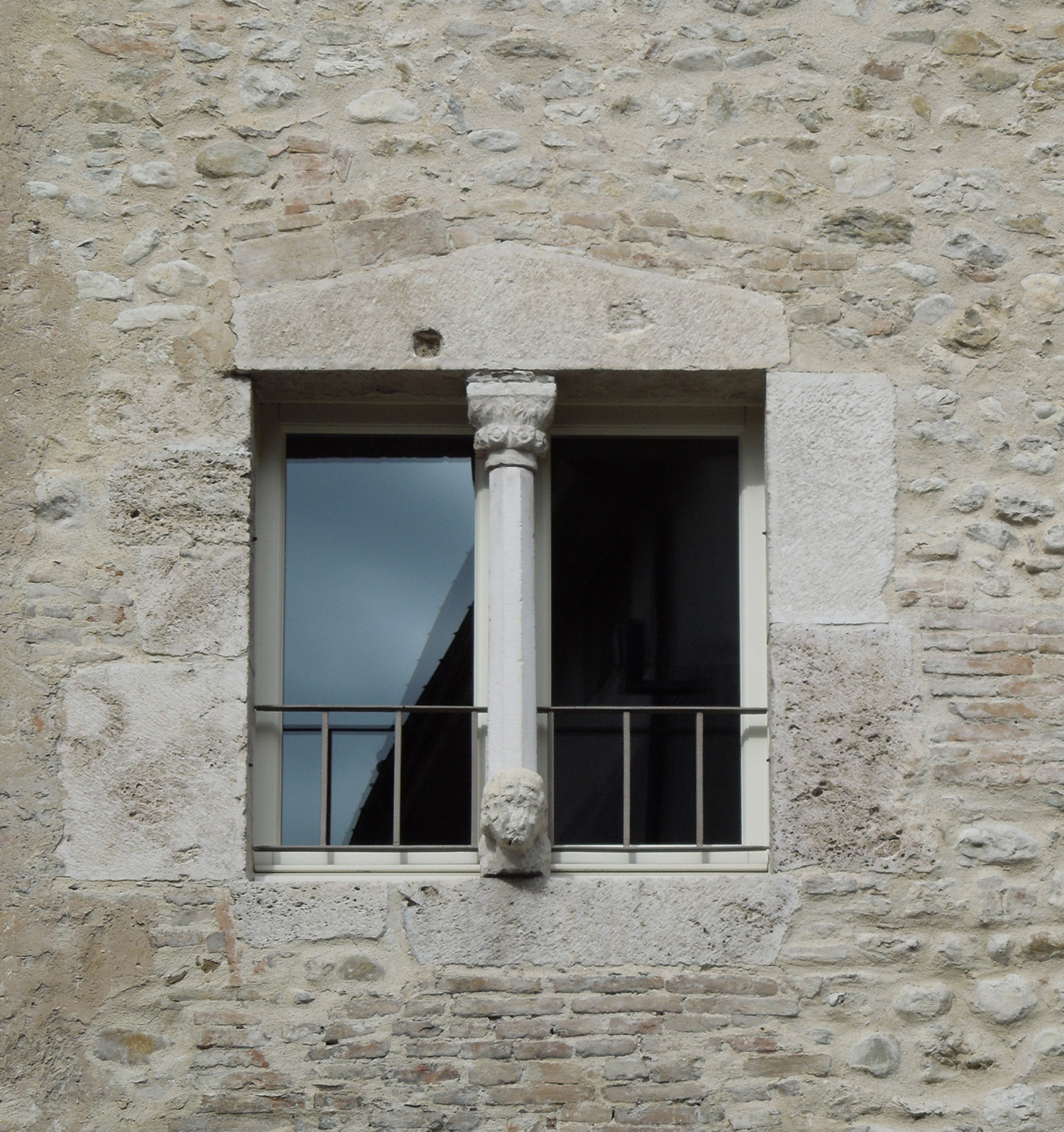
Finestra della facciata principale
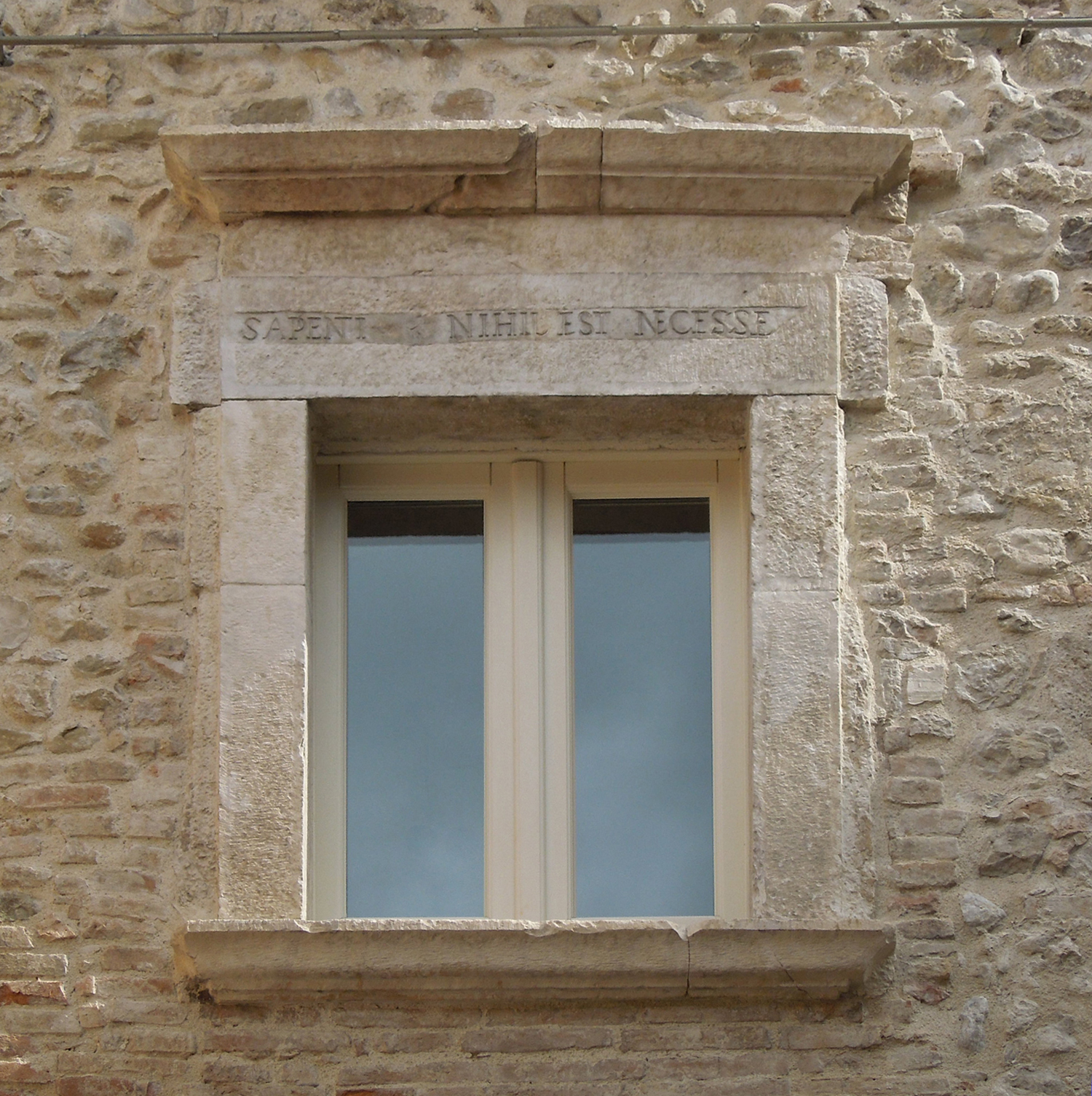
Finestra laterale con epigrafe

## Stato attuale
Nel 1996 la famiglia Savini, proprietaria dell'immobile, ha venduto l'edificio alla Fondazione Tercas che ne ha curato il restauro, durante il quale sono emerse importanti vestigia di una domus romana. 

La struttura attualmente ospita, tra l'altro, una ricca collezione di maioliche antiche abruzzesi di gran pregio e di porcellane europee.

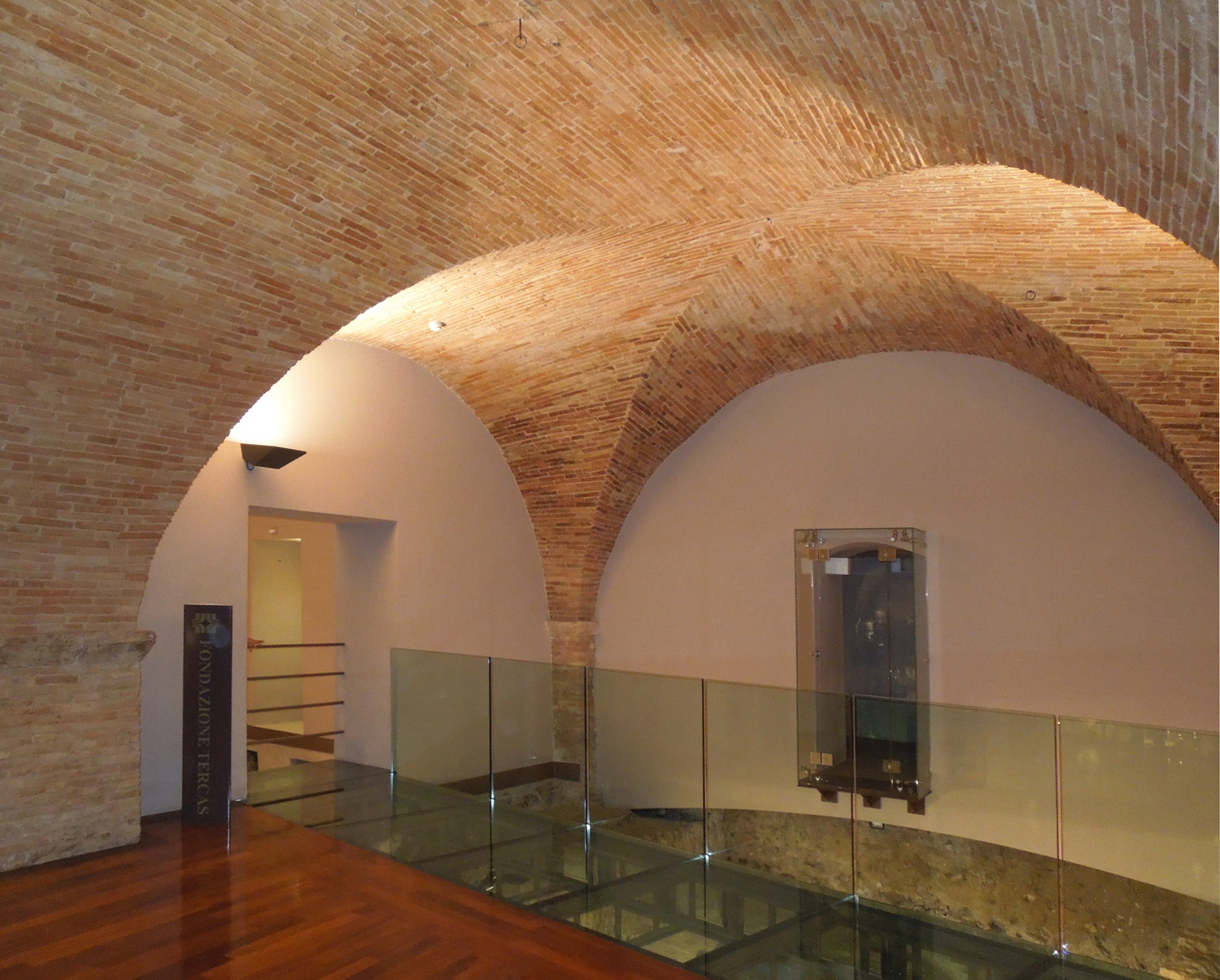
Volte in laterizi
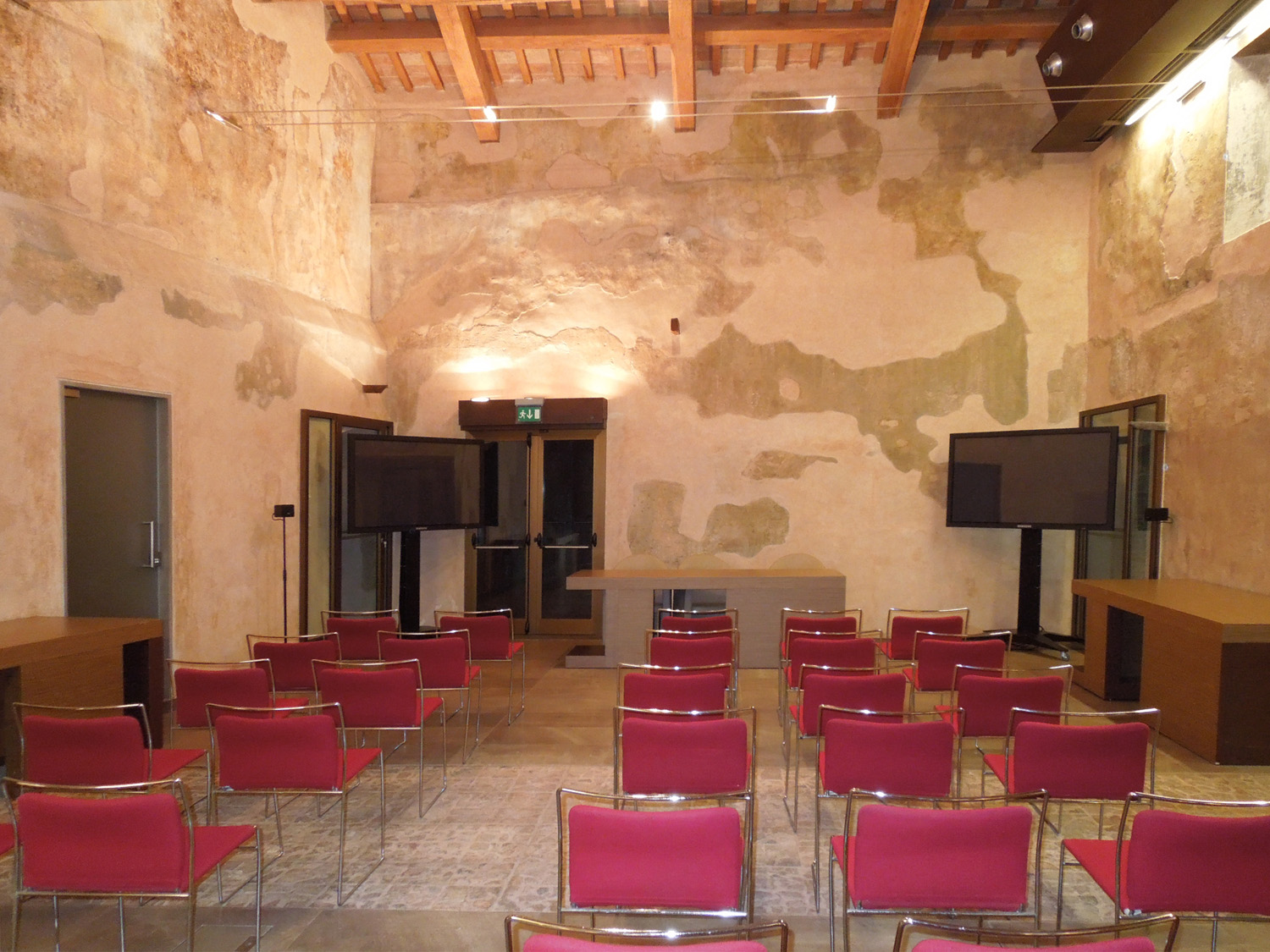
Sala polifunzionale
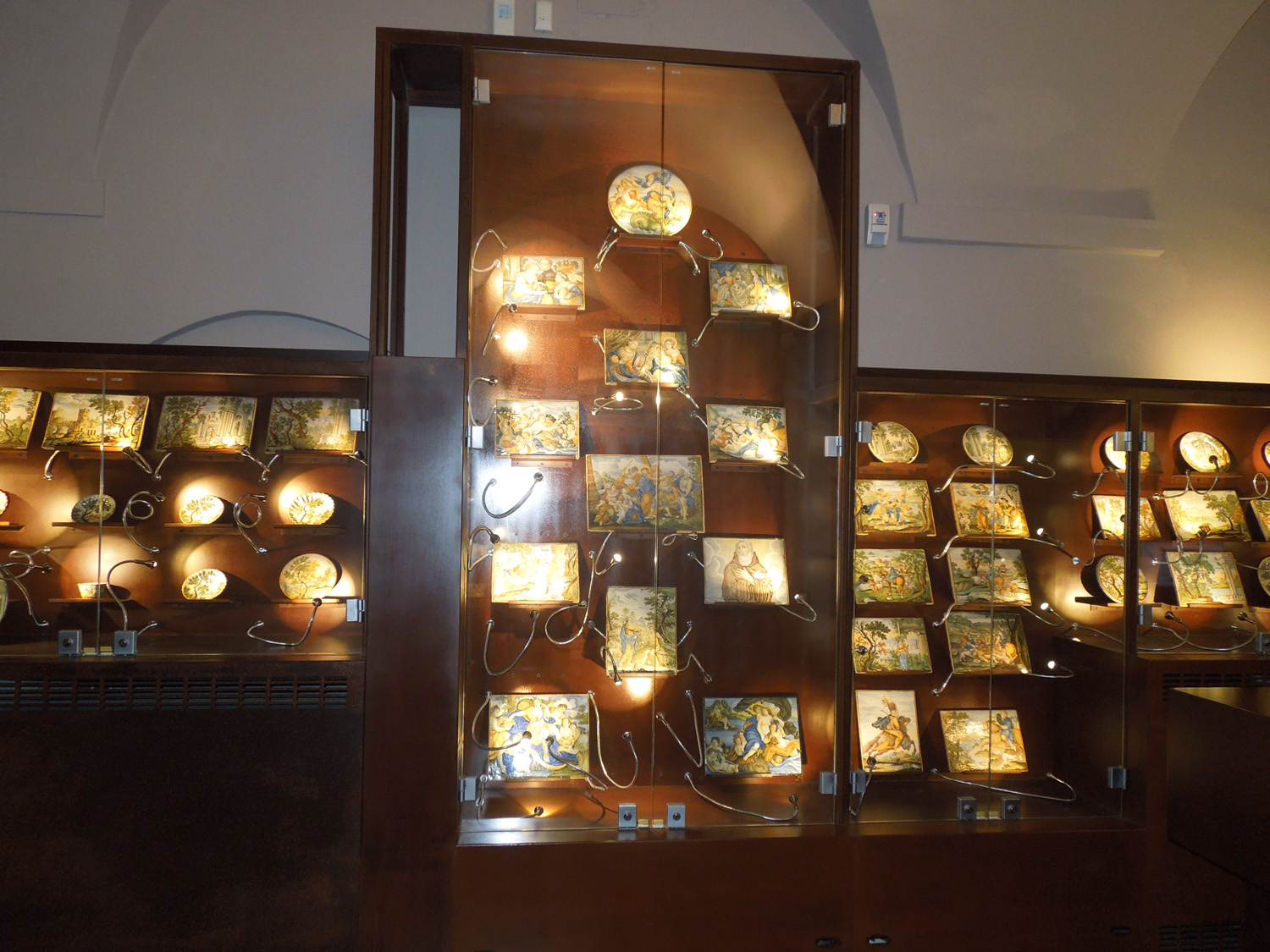
Parte della collezione di antiche maioliche abruzzesi